# Montillana
Montillana – gmina w Hiszpanii, w prowincji Grenada, w Andaluzji, o powierzchni 75,17 km². W 2014 roku gmina liczyła 1324 mieszkańców.